# Hedbergina
Hedbergina es un género de foraminífero planctónico de estatus incierto, aunque considerado un sinónimo posterior de Hedbergella de la Subfamilia Hedbergellinae, de la Familia Hedbergellidae, de la Superfamilia Rotaliporoidea, del Suborden Globigerinina y del Orden Globigerinida. Su especie tipo era Globigerina seminolensis. Su rango cronoestratigráfico abarcaba el Cretácico superior.

## Descripción
Su descripción coincide con la del género Hedbergella, ya que este género fue propuesto como el sustituto de Hedbergina. No obstante, la especie tipo propuesta para Hedbergella no es la misma que la inicialmente propuesta para Hedbergina, y esta última parece no pertenecer realmente al concepto taxonómico original descrito para Hedbergina y, después, para Hedbergella. Su estatus permanece incierto.

## Discusión
El género Hedbergina no ha tenido mucha difusión entre los especialistas. Hedbergina fue considerado nomem dubium o de estatus incierto, ya que su especie tipo fue descrita de manera muy deficiente y, además, tenía una distribución cronoestratigráfica poco conocida, inicialmente datada en el Pensilvánico (Carbonífero superior), y por tanto muy dudosa. De hecho, los autores que la definieron propusieron como sustituto el género Hedbergella. Sin embargo, tal como reconocieron los propios autores, la especie tipo propuesta para Hedbergella no es la misma que la inicialmente propuesta para Hedbergina, y esta última (Globigerina seminolensis) parece no pertenecer realmente al concepto taxonómico original de Hedbergina y, después, de Hedbergella. Clasificaciones posteriores incluirían Hedbergina en la superfamilia Globigerinoidea.

## Clasificación
Hedbergina incluía a la siguiente especie:
- Hedbergina seminolensis †